# Rhammatophyllum pseudoparrya
Rhammatophyllum pseudoparrya är en korsblommig växtart som först beskrevs av Viktor Petrovitj Botjantsev och Aleksei Ivanovich Vvedensky, och fick sitt nu gällande namn av Al-shehbaz och Oliver Appel. Rhammatophyllum pseudoparrya ingår i släktet Rhammatophyllum och familjen korsblommiga växter. Inga underarter finns listade i Catalogue of Life.